# Ten (musikalbum)
Ten är debutalbumet av det amerikanska rockbandet Pearl Jam, släppt den 27 augusti 1991. Efter att basisten Jeff Ament och gitarristen Stone Gossards tidigare grupp Mother Love Bone hade upplösts, bildade de Pearl Jam 1990 tillsammans med sångaren Eddie Vedder, gitarristen Mike McCready och trummisen Dave Krusen. De flesta låtarna på albumet började som instrumentala jams, som Vedder senare lade till texter om depression, hemlöshet och missbruk.
Från albumet släpptes låtarna "Alive", "Even Flow", "Jeremy" och "Oceans" som singlar. Kärleksballaden "Black" släpptes inte som singel (på grund av att bandet tyckte texten var för personlig), men var trots det populär på radion. Detta album anses även som ett klassiskt grungealbum tillsammans med album som Nevermind och Superunknown. Titeln Ten kommer från den amerikanska basketspelaren Mookie Blaylock (10 var hans tröjnummer). Pearl Jam hette från början Mookie Blaylock men efter rättighetsproblem valde man att byta namn till Pearl Jam och första albumet Ten fick bli en hyllning till Mookie. 
Ten sålde nära 10 miljoner kopior bara i USA. Skivan har sålt totalt 13 miljoner exemplar.

## Låtlista
All text av Eddie Vedder. Musik skrevs av den som står inom parentes. 
Sida ett
1. "Once" (Stone Gossard) – 3:51
2. "Even Flow" (Gossard) – 4:53
3. "Alive" (Gossard) – 5:40
4. "Why Go" (Jeff Ament) – 3:19
5. "Black" (Gossard) – 5:43
6. "Jeremy" (Ament) – 5:18

Sida två
1. "Oceans" (Gossard, Ament, Vedder) – 2:41
2. "Porch" (Vedder) – 3:30
3. "Garden" (Gossard, Ament) – 4:58
4. "Deep" (Gossard, Ament) – 4:18
5. "Release" (Gossard, Ament, Dave Krusen, Mike McCready, Vedder) – 9:04
  - "Release" innehåller den gömda låten "Master/Slave" som börjar vid 5:20

Bonusspår på brittiska och tyska utgåvan
1. "Alive" (live) (Vedder, Gossard) – 4:54
2. "Wash" (Ament, Gossard, Krusen, McCready, Vedder) – 3:33
3. "Dirty Frank" (Dave Abbruzzese, Ament, Gossard, McCready, Vedder) – 5:38

Bonusspår på japanska utgåvan
1. "I've Got a Feeling" (John Lennon, Paul McCartney) – 3:42
2. "Master/Slave" (Vedder, Ament) – 3:50

## Medverkande
Pearl Jam
- Jeff Ament – bas
- Stone Gossard – gitarr
- Dave Krusen – trummor
- Mike McCready – gitarr
- Eddie Vedder – sång

Övriga musiker
- Rick Parashar – piano, orgel, percussion
- Walter Gray – cello
- Tim Palmer – percussion